# Renan Nunes
Renan Nunes (12 de junho de 1986) é um judoca brasileiro.
É irmão dos também judocas Rodrigo Luna e Rochele Nunes.

É filiado à Federação Gaúcha de Judô, competindo pela Sociedade de Ginástica Porto Alegre e pela Seleção Brasileira de Judô. Conquistou medalha de ouro no Pan-americano de Judô.
Renan fez parte da equipe de apoio nos Jogos Olímpicos de Verão de 2012  e segundo o  ranking da Federação Internacional de Judô, Renan aparece na posição 25, na categoria -100 kg.